# Кашан (река)
Кашан (Аби Гармак) (на руски: Кашан) е река в северозападната част на Афганистан и южната част на Туркменистан, ляв приток на Мургаб. Дължина 252 km. Площ на водосборния басейн около 7000 km².
Река Кашан води началото си под името Кадисгурдак, на 2910 m н.в. от северния склон на хребета Сафедкох, част от планинската система на Паропамиз и по цялото си протежение има предимно северно направление. След излизането си от планините вече под името Аби Гармак, навлиза в южната част на пустинята Каракум. Северно от село Дехибабулаи напуска пределите на Афганистан, навлиза в Туркменистан и след около 70 km се влива отляво в река Мургаб, на 342 m н.в., при сгт Тахтабазар. Основните ѝ притоци са предимно леви и са само на афганистанска територия: Гарчагай, Гарман, Чакао, Капари. Има смесено подхранване с преобладаване на снежното. Среден годишен отток на 4 km от устието 1,4 m³/sec, с ясно изразено пролетно пълноводие с максимум през месец март. От юни до октомври в средното и долното течение напълно пресъхва. Водите ѝ почти изцяло се използват за напояване.

## Топографска карта
- I-41-А М 1:500000[2]
- I-41-Б М 1:500000[3]